# Free Music Production
Pour les articles homonymes, voir FMP.
Free Music Production, plus connu sous sa forme abrégée FMP, est un label discographique allemand de jazz et musique improvisée, d'abord basé à Berlin, puis à Borken, en Rhénanie-du-Nord-Westphalie.

## Histoire
Le label est fondé par Jost Gebers, Peter Brötzmann, Peter Kowald, et Alexander von Schlippenbach en 1969, et est spécialisé dans l'improvisation libre et le free jazz, principalement européen, avec une relation forte avec l'Allemagne. FMP est né d'une volonté de s'organiser et de posséder une indépendance face aux maisons de disques.
FMP est créé la même année qu'un autre label allemand extrêmement important, ECM, créé par Manfred Eicher. Ce sont les deux labels qui ont eu le plus d'influence sur la musique improvisée Européenne. Les deux labels ont toutefois pris des directions différentes, FMP étant plus proche du travail de Cecil Taylor, et des fureurs de Peter Brötzmann, tandis que ECM a choisi une voie plus poétique et aérée, influencée par Paul Bley.
Le premier album du label est European Echoes, de Manfred Schoof. Parmi les musiciens les plus connus qui ont enregistré pour FMP figurent Peter Brötzmann et Cecil Taylor. Outre l'entourage musical des fondateurs du label (Peter Kowald, Alexander von Schlippenbach), FMP a enregistré la plupart des musiciens de free européens importants depuis les années 1970 : Paul Lovens, Joëlle Léandre, Michel Portal, Barre Phillips, Keith Tippett, Han Bennink, Evan Parker, Barry Guy, mais aussi une partie de l'avant-garde américaine: Cecil Taylor, Anthony Braxton, Sam Rivers, et William Parker.
La musique contemporaine fait aussi partie des productions du label, bien qu'en moindre proportion que la musique improvisée. La musique de compositeurs comme Iannis Xenakis, Terry Riley ou Giacinto Scelsi est par exemple présente chez FMP.
À la fin de l'année 1999, Gebers voulait mettre fin à son travail chez FMP. Il conclut un contrat avec la sociologue et organisatrice Helma Schleif (née en 1949), mais uniquement pour les droits de distribution du catalogue FMP, et non pour les droits de dénomination de FMP (ni pour les séries Total Music Meeting ou Workshop Freie Musik organisées par FMP). Mais comme Schleif voulait à la fois produire et publier de nouveaux albums et continuer à organiser le Total Music Meeting, un procès a eu lieu au bout de quelques années, qui s'est terminé par un accord entre les deux parties et « avec pour résultat que Schleif, exaspéré et frustré, a arrêté ».
Au début de l'année 2011, Gebers met fin aux activités de le label en publiant un coffret de douze CD intitulé FMP im Rückblick, accompagné d'un livre homonyme contenant des contributions de différents auteurs ainsi que des photos de Dagmar Gebers. Sur le site web du label FMP, il est documenté que Gebers s'est séparé des administrateurs de la succession désignés dans le cadre d'un litige et a fait appel aux tribunaux à cet effet.

## Distinctions
- 1977 - Deutscher Kritikerpreis ;
- 1979 - Prix du disque de l'Union Deutscher Jazzmusiker (Union des musiciens de jazz allemands) pour des productions avec le Friedemann Graef Quintett et le Manfred Schoof Quintett ;
- 1990 - Preis der deutschen Schallplattenkritik (Prix de la critique allemande du disque) pour l'ensemble de l'œuvre de FMP et le coffret 11 CD de Cecil Taylor mentionné ci-dessus ;
- 2011 - Palmarès du deuxième trimestre 2011 (Preis der deutschen Schallplattenkritik) pour FMP im Rückblick: In Retrospect[6] ;
- 2012 - Prix annuel de la critique allemande du disque pour Jost Gebers[7].